# Ерік Масіп
Ерік Масіп і Гуррі (ісп. Eric Masip i Gurri; нар. 24 листопада 1995, Барселона, Іспанія) — іспанський актор, який став відомий завдяки ролі Томаса в серіалі «Венено» (2020), а пізніше — Бруно Коста в «Альбі» (2021). Він отримав подальшу популярність завдяки участі у фільмі Netflix «Крізь моє вікно» (2022) у ролі Артеміса Ідальго.

## Біографія
Ерік Масіп народився 24 листопада 1995 року в Барселона. Його батько — Енрік Масіп, професійний гандболіст гравець, бронзовий призер Олімпіади 2000 у Сідней, капітан національної збірної Іспанії між 1989 і 2003 роками і колишній гравець гандбольної команди F. К. Барселона.
У 2014 році дебютував як актор у комедії Роберта Беллсола «два по меню». Він продовжив кар'єру актора у фільмі жахів «Солодкий дім» режисера Рафи Мартінеса. Того ж року він брав участь у фільмі «Літній табір» режисера Альберто Маріні. У 2017 році він приєднався до акторського складу фільму «Тіто та інопланетяни» режисерки Паоли Ренді. Після цього досвіду він продовжив свою кар'єру на іспанському телебаченні, з епізодичними ролями в таких серіалах, як «втеча», «Любов назавжди», «Розкажи, як це сталося», «Харон» або «Еліта».
У 2020 році він брав участь у серіалі «Венено», режисерами та авторами якого були Хав’єр Амброссі та Хав’єр Кальво, виробництва Атресмедіа та у головних ролях Джедет, Даніела Сантьяго та Ізабель Торрес. У серіалі він зіграв Томаса, бойфренда дочки сім'ї, в якій Крістіна Ортіс жила разом з його сестрою і який мав роман з артистом. У художній літературі була дуже відома одна зі сцен, в якій актор знявся, в якій у нього дуже відверта лобова оголеність.
У 2021 році він приєднався до головного акторського складу «Альба», іспанської версії турецького серіалу «У чому вина Фатмагюль?». У художній літературі він грав Бруно Косту, хлопця головної героїні. У лютому 2022 року відбулася прем’єра фільму «Крізь моє вікно», адаптація однойменного роману Аріани Годой, яка грає старшого з братів Артеміса Ідальго.

## Фільмографія

### фільм
| рік  | Українська назва         | Оригінальна назва      | роль            |
| ---- | ------------------------ | ---------------------- | --------------- |
| 2014 | два по меню              | Dos a la carta         | Девід           |
| 2015 | Любий дім                | Sweet Home             | Маркус          |
| 2015 | Літній табір             | Summer Camp            | Монітор         |
| 2017 | Тіто та інопланетяни     | Tito e gli alieni      | Лінус           |
| 2021 | дитячий бог              | El niño Dios           | Марко           |
| 2022 | Крізь моє вікно          | A través de mi ventana | Артеміс Ідальго |
| 2022 | Хлопець для моєї дружини | Un novio para mi mujer | Лео             |
| 2023 | через море               | A través del mar       | Артеміс Ідальго |

### телебачення
| рік  | Українська назва       | Оригінальна назва    | роль                  |
| ---- | ---------------------- | -------------------- | --------------------- |
| 2018 | втеча                  | Fugitiva             | Екстра                |
| 2018 | Любов назавжди         | Amar es para siempre | Фашист                |
| 2019 | Розкажи, як це сталося | Cuéntame cómo pasó   | великий хлопець       |
| 2020 | Харон                  | Caronte              | Яків Святий Фелікс    |
| 2020 | Еліта                  | Élite                | бармен                |
| 2020 | Венено                 | Veneno               | Томас                 |
| 2021 | Альба                  | Alba                 | Бруно Коста Кампоамор |
| 2022 | матерів. Любов і життя | Madres. Amor y vida  | Мікель Зелая Роблес   |